# 비파기

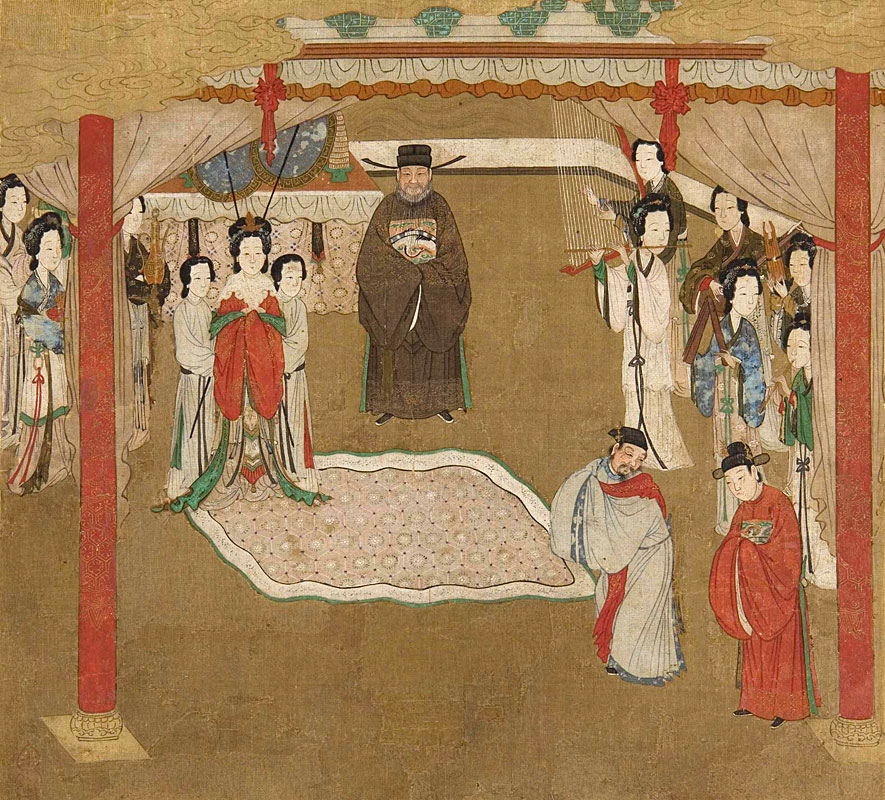

비파기(琵琶記)는 원나라의 희곡이다. 작자는 고명(高明, 1305~1380).
원말 명초의 부흥기 남희(南戱)의 대표작으로서 전(全) 42척으로 구성되어 있다.

## 내용
채백해(蔡白偕)의 아내 조오랑(趙五娘)은 신혼 2개월에 과거 보러 가는 남편과 작별하고 홀로 고향 진류(陳留)에서 시부모를 모시던 중 대기근을 만나, 자신은 겨를 핥으면서 시부모에 효성을 다했으나, 그들이 연이어 죽자 할 수 없이 비파를 등에 메고 노래를 불러 걸식하는 신세가 되고 서울로 올라가서 남편을 찾는다. 한편 이미 과거에 급제하여 재상의 사위가 되어 영화로운 생활을 보내고 있던 백해와 서울 거리에서 해후한 두 사람은, 재상 딸의 겸양(謙讓)한 주선으로 대단원이 된다.

## 평가
소재(素材)는 송·원 남희에서 전래된 것으로, 도시 생활에 젖은 백해의 영화와 기근을 당해 고향에서 고투하는 오랑의 비참을 번갈아 대조시켜 남희의 독특한 장편 구성의 묘를 발휘하였고, 또한 전려(典麗)한 문체도 뛰어나서 이후 남곡의 부흥을 이끌었다고 한다. 또한 심각·비참한 기근의 장면에서 작자의 사회비판적 안목을 인정하려는 견해가 유력하다.